# Conțești (Dâmbovița)
Pour les articles homonymes, voir Conțești.
Conțești est une commune du județ de Dâmbovița en Roumanie.